# Celidomphax quadrimacula
Celidomphax quadrimacula là một loài bướm đêm trong họ Geometridae.